# In the Beginning (Nuova Idea)
Nuova Idea è il primo album del gruppo musicale italiano Nuova Idea, pubblicato nel 1971.

## Tracce
Lato A
1. Come, come, come...(Vieni, vieni, vieni...) – 20:00 (E. Casagni, C. Ghiglino)

Durata totale: 20:00
Lato B
1. Realtà – 4:05 (A. Cioffi, F. Franchi, E. Casagni, G.F. Reverberi-Kortes)
2. La mia scelta – 3:37 (E. Casagni, G. Guglieri)
3. Non dire niente...(Ho già capito) – 4:20 (E. Casagni, G. Guglieri)
4. Dolce amore – 3:59 (E. Casagni, G. Guglieri, G.F. Reverberi, G. Podestà)

Durata totale: 16:01

## Musicisti
- Marco Zoccheddu - chitarra
- Claudio Ghiglino - chitarra
- Giorgio Usai - tastiere, voce
- Enrico Casagni - basso, flauto
- Paolo Siani - batteria